# Nika (nagrada)
Nika (rus. Ни́ка) je nagrada Nacionalne Akademije za filmsku umetnost i nauku Rusije. Dodeljuje se svake godine u Moskvi, na prestižnoj ceremoniji koju je, po uzoru na Oskara, pokrenuo Julij Gusman 1987. godine. Nagrada Ruske Akademije dobila je ime po Niki, boginji pobede. U skladu s tim, nagrada je oblikovana prema skulpturi Nike sa Samotrake (Krilate pobede). Nika - najstarija nagrada za profesionalni film u Rusiji, ustanovljena je tokom poslednjih godina SSSR-a, pod uticajem Zajednice filmskih radnika. U početku, za dobitnike nagrade su glasali svi članovi Zajednice filmskih radnika. Ranih 1990-ih, posebna akademija, sa više od 500 akademika, izabrana je da dodeljuje nagradu kao priznanje za izvanredna dostignuća u filmskoj industriji (ne uključujući televiziju) u Rusiji i Zajednici nezavisnih država (ZND). Nikita Mihalkov je 2002. godine ustanovio konkurentsku nagradu “Zlatni orao” po uzoru na nagradu “Zlatni globus” obzirom da se dodeljuje i za filmsku ali i za televizijsku produkciju u Rusiji. Ceremonija dodele nagrade Nika prenosi se svake godine i privlači veliku pažnju publike širom Rusije i ZND. Nika je najvažnija nacionalna nagrada za film u Rusiji.

## Spoljašnje veze
- zvanična prezentacija